# Gusti Laz
Gusti Laz je pogranično naselje u Hrvatskoj u sastavu Grada Delnica. Nalazi se u Primorsko-goranskoj županiji.

## Zemljopis
Nalazi se na južnoj obali rijeke Kupe. Preko rijeke u Sloveniji prema sjeveroistoku su naselja Grivac, Petrina i Pirče. Istočno su Zapolje Brodsko, Zamost Brodski, Brod na Kupi i rječica Kupica. Jugoistočno je Krivac. Na zapadu rijeka Kupa pravokutno skreće od sjevera prema istoku. Sjeverozapadno na hrvatskoj strani su Ševalj, Guče Selo i Grbajel, a sa slovenske strane Gladloka, Laze pri Kostelu. Sjeverozapadno je i naselje Kuželj koje je dijelom u Hrvatskoj, a dijelom u Sloveniji.

## Stanovništvo
| broj stanovnika | 43    | 78    | 71    | 66    | 70    | 66    | 38    | 51    | 36    | 40    | 37    | 21    | 28    | 33    | 17    | 4     | 6     |
|                 | 1857. | 1869. | 1880. | 1890. | 1900. | 1910. | 1921. | 1931. | 1948. | 1953. | 1961. | 1971. | 1981. | 1991. | 2001. | 2011. | 2021. |